# Liebenthal (Kansas)

Lage im Rush County und Kansas

Liebenthal ist ein als City eingestufter Ort im Rush County, Kansas, Vereinigte Staaten. Nach der Volkszählung 2020 beträgt die Einwohnerzahl 92. Der Ort liegt etwa 13 Kilometer nördlich von La Crosse.

## Geschichte
Liebenthal wurde 1876 von einer Kolonie Wolgadeutschen gegründet, wovon die Mehrheit aus dem russischen Dorf Liebenthal (Lubonironvka), etwa 40 km östlich von Saratow, stammt.

## Geografie
Liebenthal befindet sich in den Koordinaten 38°39´18"N 99°19´14"W. Dem United States Census Bureau zufolge verfügt die Stadt über eine Gesamtfläche von 0,34 km².

### Klima
Das Klima der Region zeichnet sich durch heiße, trockene Sommer und kühle bis milde Winter aus. Der Köppen-Geiger-Klassifikation zufolge weist Liebenthal ein Ostseitenklima auf.

## Demografie

### Volkszählung 2010
Nach der Volkszählung von 2010, lebten 103 Menschen, 47 Haushalte und 31 Familien in dem Ort. Die Bevölkerungsdichte betrug 305,9 Einwohner pro Quadratkilometer. Es gab 60 Wohneinheiten mit einer durchschnittlichen Dichte von 178,2 pro Quadratkilometer. Die Stadt setzt sich ethnisch aus 98,1 % Weißen und 1,9 % aus zwei oder mehr Ethnien zusammen.
Es gab 47 Haushalte, in denen 19,1 % Kinder unter 18 Jahren lebten, 51,1 % waren zusammenlebende Ehepaare, 10,6 % hatten einen weiblichen Haushaltsvorstand ohne Ehemann, 4,3 % einen männlichen Haushaltsvorstand ohne Ehefrau, und 34,0 % waren Nicht-Familien. 31,9 % aller Haushalte bestanden aus Einzelpersonen, und in 12,8 % der Fälle lebte jemand allein, der 65 Jahre oder älter war. Die durchschnittliche Haushaltsgröße lag bei 2,19 und die durchschnittliche Familiengröße bei 2,74.
Das Durchschnittsalter in der Stadt betrug 47,1 Jahre. 15,5 % der Einwohner waren unter 18 Jahre alt; 4,8 % waren zwischen 18 und 24 Jahre alt; 23,3 % waren zwischen 25 und 44 Jahre alt, 38,9 % waren zwischen 45 und 64 Jahre alt und 17,5 % waren 65 Jahre alt oder älter. 51,5 % der Stadtbewohner waren männlich und 48,5 % weiblich.

### Volkszählung 2000
Nach der Volkszählung von 2000, wohnten 111 Personen, 48 Haushalte und 32 Familien in der Stadt. Die Bevölkerungsdichte betrug 346,8 Einwohner pro Quadratkilometer. Es gab 56 Wohneinheiten mit einer durchschnittlichen Dichte von 175 pro Quadratkilometer. Die ethnische Zusammensetzung der Stadt belief sich auf 98,20 % Weiße, 0,90 % Ureinwohner und 0,90 % entstammten aus zwei oder mehr Rassen.
Es gab 48 Haushalte, in denen 22,9 % Kinder unter 18 Jahren lebten, 52,1 % waren zusammenlebende verheiratete Paare, 4,2 % hatten einen weiblichen Haushaltsvorstand ohne Ehemann, und 33,3 % waren Nicht-Familien. 29,2 % aller Haushalte bestanden aus Einzelpersonen, und in 16,7 % lebte eine alleinstehende Person im Alter von 65 Jahren oder älter. Die durchschnittliche Haushaltsgröße lag bei 2,31 und die durchschnittliche Familiengröße bei 2,81.
19,8 % waren unter 18 Jahre alt, 3,6 % waren 18 bis 24 Jahre alt, 31,5 % waren 25 bis 44 Jahre alt, 27,0 % waren 45 bis 64 Jahre alt und 18,0 % waren 65 Jahre oder älter. Der Altersmedian lag bei 42 Jahren. Auf 100 weibliche Personen kamen 122 männliche Personen. Auf 100 Frauen im Alter von 18 Jahren und älter kamen 111,9 Männer.
Das Medianeinkommen für einen Haushalt in der Stadt betrug 21.875 $, das Medianeinkommen für eine Familie 29.792 $. Das Medianeinkommen der Männer lag bei 26.250 $, das der Frauen bei 14.375 $. Das Pro-Kopf-Einkommen der Stadt betrug 14.342 $. 11,1 % der Bevölkerung lebten unterhalb der Armutsgrenze, darunter keine Kinder unter acht Jahren und 20,0 % der über 64-Jährigen.

## Bildung
Die Gemeinde wird vom öffentlichen Schulbezirk La Crosse USD 395 betreut.

## Nachweise
1. ↑  www.cityofliebenthal.net. (abgerufen am 8. Februar 2024).
2. ↑  Profile of Liebenthal, Kansas in 2020. United States Census Bureau, abgerufen am 26. März 2023 (englisch).
3. ↑  Liebenthal, Kansas. Legends of Kansas, abgerufen am 26. März 2023 (englisch).
4. ↑  Liebenthal, KS. Rush County, Kansas, abgerufen am 26. März 2023 (englisch).
5. ↑  US Gazetteer files: 2010, 2000, and 1990. United States Census Bureau, 12. Februar 2011, abgerufen am 26. März 2023 (englisch).
6. ↑  US Gazetteer files 2010. United States Census Bureau, archiviert vom Original am 12. Januar 2012; abgerufen am 26. März 2023 (englisch).
7. ↑  U.S. Census website. United States Census Bureau, abgerufen am 26. März 2023 (englisch).
8. ↑  U.S. Census website. United States Census Bureau, abgerufen am 26. März 2023 (englisch).